# Pohja
Pohja (/ˈpohjɑ/), hoặc Pojo trong tiếng Thụy Điển), là một đô thị của Phần Lan.
Đô thị này tọa lạctại tỉnh Nam Phần Lan trong Uusimaa Vùng. Đô thị này có dân số 4.920 (ngày 31 tháng 12 năm 2004)với diện tích là 247,41 km² trong đó có 21.63 km² là diện tích mặt nước. Mật độ dân số là 21.79 người trên mỗi km².
Đô thị này sử dụng hai ngôn ngữ, với đa số nói tiếng Phần Lan (60%) và thiểu số nói tiếng Thụy Điển Phần Lan (40%).